# グジュナック
グジュナック（仏: Goujounac）は、フランス南西部のオクシタニー地域圏ロット県に属するコミューン。

## 地理
県の西部に位置し、県都カオールから北西に24km、小郡の中心地のカザルから南に8kmのところにある。街の中心部には幹線道路のD660が通っていて、アクセスはよい。

## 行政
- 市長：ジャック・ルー（Jacques Roux、2001年3月から）

## 人口の推移
| 1962年 | 1968年 | 1975年 | 1982年 | 1990年 | 1999年 | 2006年 |
| ------ | ------ | ------ | ------ | ------ | ------ | ------ |
| 250    | 255    | 199    | 184    | 174    | 199    | 192    |

INSEEより。